# Мезьер, Альфред Жан Франсуа
Альфред Жан Франсуа Мезье́р (фр. Alfred Jean François Mézières; 1826—1915) — французский писатель

, журналист, историк, политик и педагог, профессор Сорбонны, член Французской академии.

## Биография
Альфред Мезьер родился 19 ноября 1826 года в Лотарингии в городе Реоне.

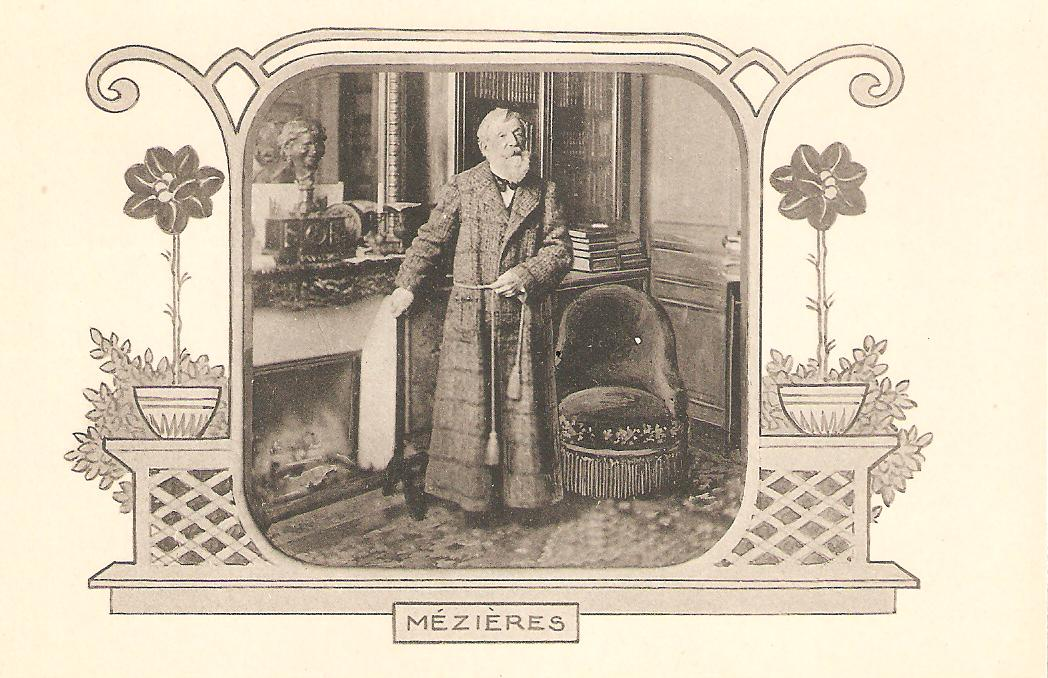
Альфред Мезьер

Как член палаты депутатов с 1881 года, составлял проекты литературных конвенций между Францией и другими странами; протестовал против привлечения семинаристов к военной службе, был противником буланжизма.
Написал: «Etude sur les œuvres politiques de Paul Paruta» (1853), «Shakespeare, ses œuvres et ses critiques», 1861), «Prédécesseurs et contemporains de Shakespeare» (1863), «Dante et l’ Italie nouvelle», «Vie de Mirabeau» и др.
Альфред Жан Франсуа Мезьер скончался 10 октября 1915 года в родном городе.
Заслуги учёного перед отечеством были отмечены орденом Почётного легиона.